# 秋田県立医療療育センター
秋田県立医療療育センター（あきたけんりついりょうりょういくせんたー、英:Akita Prefectural Center on Development and Disability.）は、秋田県秋田市南ケ丘にある、児童福祉法に基づく医療型障害児入所施設（肢体不自由及び重症心身障害の双方に対応）・医療型児童発達支援センター（肢体不自由に対応）・児童発達支援センター（知的障害に対応）である。また同法に基づく指定医療機関であるとともに、医療法に基づく病院でもある。主に、肢体不自由者に対する医療・療育を手掛ける。略称は、AIRC。

## 概要
県の第三セクターである秋田県住宅供給公社（2010年3月解散）が、現在の秋田市南ケ丘に造成した「南ケ丘ニュータウン」が販売不振のため、県が造成予定地を取得し、当該部分を「あきた総合支援エリア かがやきの丘」として整備した。
そのエリア内の施設の一つとして、昭和34年に開設された入所型肢体不自由児施設であった秋田県太平療育園（同市新屋下川原町、通称・福祉団地に所在）と昭和58年に開設された心身障害児通所施設の機能を担ってきた秋田県小児療育センター（同市川尻町字八橋境に所在）を再編統合、併せて、地方独立行政法人秋田県立療育機構を発足させ、当センターを開設した。当センターと同じエリア内に秋田県立秋田きらり支援学校が開学し、同校とは渡り廊下を通して棟続きで利用できる形とした。
当センターは、乳幼児から成人までの発達支援を行い、小児科、整形外科、精神科など8科を置く。また、肢体不自由児を対象とした杉の子病棟に加え、重症心身障害児が入所するひばり病棟を設置したほか、病歴や訓練歴等を記載する電子カルテシステムも導入した。加えて、発達障害支援・相談機能を手掛ける「秋田県発達障害者支援センター ふきのとう秋田」を併設した。

## 診療科
- 小児科
- 小児科メンタルヘルス
- 児童精神科（旧・精神科心のケア）
- 整形外科
- 歯科
- リハビリテーション科
- 耳鼻咽喉科
- 眼科

## 沿革
- 2010年4月1日 - 設置[1]。機構理事長に遠藤博之、センター長に坂本仁が就任。
- 2018年6月1日 - 所在地の住居表示実施にともない、秋田市上北手百崎字諏訪ノ沢3番地128から同市南ケ丘一丁目1番2号に住所が変更。
- 2021年4月1日 - 機構理事長に島田洋一が就任。
- 2022年4月1日 - センター長に澤石由記夫が就任。坂本前センター長は特別顧問に退く。
- 2023年6月1日 - 機構理事長に坂本仁前センター長・特別顧問が就任。
- 2024年4月1日 - センター長に矢野珠巨が就任。澤石前センター長は特別顧問に退く。

## アクセス
- 秋田中央交通　秋田駅東口より県営南ヶ丘団地行きで「総合支援エリア」下車すぐ、または秋田駅前より牛島経由日赤病院行きないしは秋田駅東口より日赤病院経由御所野NT・中央シルバーエリア行きで「遊学舎前」下車徒歩15分。

### 注
1. ↑  現在は、住居表示実施に伴い同市八橋南。当時の建物は、秋田ケーブルテレビの本社が使用している。